# Österreichischer Spielepreis/Preisträgerliste
Der Verein Wiener Spiele Akademie vergibt jährlich Auszeichnungen im Rahmen des Österreichischen Spielepreises. Seit 2001 wählt die Spielepreiskommission unter der Leitung von Dagmar de Cassan jährlich im Juni einen Hauptpreis Spiel der Spiele, sowie Sonderpreise, diverse Spiele Hits und Griffin Scrolls.

## Spiel der Spiele

### Spiel der Spiele
Spiel der Spiele ist der Hauptpreis des Österreichischen Spielepreises und wird seit 2001 jährlich vergeben.
| Jahr | Spiel                                        | Autor                                  | Grafik                           | Verlag               | Spieleranzahl | Alter |
| ---- | -------------------------------------------- | -------------------------------------- | -------------------------------- | -------------------- | ------------- | ----- |
| 2001 | Die neuen Entdecker                          | Klaus Teuber                           |                                  | Kosmos               | 2–4           | ab 10 |
| 2002 | Pueblo                                       | Michael Kiesling, Wolfgang Kramer      |                                  | Ravensburger         | 2–4           | ab 10 |
| 2003 | King Arthur                                  | Reiner Knizia                          |                                  | Ravensburger         | 1–4           | ab 08 |
| 2004 | Einfach Genial                               | Reiner Knizia                          |                                  | Kosmos               | 1–4           | ab 10 |
| 2005 | Trans Europa                                 | Franz-Benno Delonge                    |                                  | Winning Moves        | 2–6           | ab 08 |
| 2006 | Tal der Abenteuer                            | Reiner Knizia                          |                                  | Parker/Hasbro        | 2–4           | ab 08 |
| 2007 | Extreme Activity                             | Ulrike Catty, Maria Führer             |                                  | Piatnik              | 3–16          | ab 12 |
| 2008 | Suleika                                      | Dominique Ehrhard                      |                                  | Zoch                 | 2–4           | ab 08 |
| 2009 | Ramses Pyramid                               | Reiner Knizia                          |                                  | Lego                 | 2–4           | ab 08 |
| 2010 | Atlantis                                     | Leo Colovini                           |                                  | Amigo                | 2–4           | ab 10 |
| 2011 | Asara                                        | Wolfgang Kramer und Michael Kiesling   |                                  | Ravensburger         | 2–4           | ab 09 |
| 2012 | Santa Cruz                                   | Marcel-André Casasola Merkle           |                                  | Hans im Glück        | 2–4           | ab 08 |
| 2013 | Golden Horn: Von Venedig nach Konstantinopel | Leo Colovini                           |                                  | Piatnik              | 2–4           | ab 08 |
| 2014 | Abluxxen                                     | Wolfgang Kramer, Michael Kiesling      |                                  | Ravensburger         | 2–5           | ab 10 |
| 2015 | Mmm!                                         | Reiner Knizia                          | Andreas Resch                    | Pegasus              | 2–4           | ab 05 |
| 2016 | Kerala                                       | Kirsten Hiese                          | Antje und Claus Stephan          | Kosmos               | 2–5           | ab 08 |
| 2017 | Bärenpark                                    | Phil Walker-Harding                    | Klemens Franz                    | Lookout Games        | 2–4           | ab 08 |
| 2018 | Istanbul – Das Würfelspiel                   | Rüdiger Dorn                           | Andreas Resch                    | Pegasus Spiele       | 2–4           | ab 08 |
| 2019 | Forbidden Sky                                | Matt Leacock                           | C. B. Canga, Anne Pätzke         | Schmidt Spiele       | 2–5           | ab 10 |
| 2020 | Smart 10                                     | Christoph Reiser, Arno Steinwender     | n. a.                            | Piatnik              | 2–8           | ab 10 |
| 2021 | Flyin’ Goblin                                | Corentin Lebrat, Théo Rivière          | Tomasz Larek                     | iello                | 2–4           | ab 08 |
| 2022 | Wonder Book                                  | Martino Chiacchiera, Michele Piccolini | Miguel Coimbra                   | daVinci/abacusspiele | 1–4           | ab 10 |
| 2023 | Café del Gatto                               | Lena Burkhardt, Julia Wagner           | Robin Struss                     | Schmidt Spiele       | 2–5           | ab 08 |
| 2024 | Mycelia                                      | Daniel Greiner                         | Justin Chan, Matt Paquette & Co. | Ravensburger         | 1–4           | ab 09 |
| 2024 | Gloomis                                      | Filippo Landini                        | Justin Chan                      | Ravensburger         | 2–4           | ab 10 |

### Sonderpreise
Seit 2013 wird zudem auch unregelmäßig ein Sonderpreis zum Spiel der Spiele vergeben. Im Jahr 2016 sowie in den Jahren 2020 und 2021 wurde auf den Sonderpreis verzichtet.
| Jahr | Spiel            | Autor                                               | Grafik                                                          | Verlag                                  | Spieleranzahl | Alter |
| ---- | ---------------- | --------------------------------------------------- | --------------------------------------------------------------- | --------------------------------------- | ------------- | ----- |
| 2013 | Feuer & Flamme   | Stefan Dorra, Manfred Reindl                        |                                                                 | HUCH! & Friends                         | 2–5           | ab 05 |
| 2013 | Wunderland       | Dirk Hillebrecht                                    |                                                                 | Pegasus                                 | 2–4           | ab 08 |
| 2014 | Raben stapeln    | Paul Kappler                                        |                                                                 | Drei Hasen in der Abendsonne            | 1–4           | ab 03 |
| 2015 | Patchwork        | Uwe Rosenberg                                       | Klemens Franz                                                   | Lookout Games / Mayfair / Asmodee + ASS | 2             | ab 08 |
| 2017 | Lyngk            | Kris Burm                                           | Kris Burm                                                       | HUCH! & Friends                         | 2             | ab 13 |
| 2018 | Interaction      | Manfred Lamplmair, Gertrude Kurzmann, Reinhard Kern | Reinhard Kern                                                   | Rudy games GmbH                         | 2-9           | ab 08 |
| 2019 | Der Unterhändler | A. J. Porfirio                                      | atelier198, Kristi Kirisberg, Venessa Kelley und Chase Williams | Frosted Games                           | 1             | ab 12 |

## Spiele Hit

### Spiele Hit für Kinder
Die Kategorie Spiele Hit für Kinder wird seit 2001 jährlich vergeben.
| Jahr | Spiel                            | Autor                                        | Grafik                              | Verlag                          | Spieleranzahl | Alter |
| ---- | -------------------------------- | -------------------------------------------- | ----------------------------------- | ------------------------------- | ------------- | ----- |
| 2001 | Chip-Chip Hurra                  | Klaus Teuber                                 |                                     | Klee Spiele                     | 2–4           | ab 06 |
| 2001 | Lotti Karotti                    | Tom Kremer                                   |                                     | Ravensburger                    | 2–4           | ab 05 |
| 2002 | Die Zwergen-Stadt                | Tanja Engel, Barbara Schyns                  |                                     | Klee Spiele                     | 2–4           | ab 3  |
| 2002 | Höchst verdächtig!               | Manfred Ludwig                               |                                     | HABA                            | 2–4           | ab 06 |
| 2003 | Die Höhle des Drachen            |                                              |                                     | Hasbro                          | 2–4           | ab 06 |
| 2003 | Schloss Schlotterstein           | Kai Haferkamp, Markus Nikisch                |                                     | HABA                            | 2–6           | ab 05 |
| 2003 | Viva Topo!                       | Manfred Ludwig                               |                                     | Selecta                         | 2–4           | ab 04 |
| 2004 | Insel der Schmuggler             | Anja Wrede                                   |                                     | HABA                            | 2–4           | ab 06 |
| 2004 | Pusteblume                       | Helmut Punke                                 |                                     | Piatnik                         | 2–4           | ab 05 |
| 2004 | Venga-Venga!                     | Arno Steinwender, Ronald Hofstätter          |                                     | Selecta                         | 2–4           | ab 05 |
| 2005 | Mago Magino                      | Reiner Knizia                                |                                     | Selecta                         | 2–5           | ab 05 |
| 2005 | Schildi Schildkröte              | Ronald Hofstätter                            |                                     | HABA                            | 2–4           | ab 04 |
| 2006 | Piratissimo                      | Manfred Ludwig                               |                                     | Selecta                         | 2–4           | ab 06 |
| 2006 | Ramba Samba                      | Rita Franz                                   |                                     | Zoch Verlag                     | 2–4           | ab 04 |
| 2006 | Zoff im Hühnerhof                | Marco Teubner                                |                                     | HABA                            | 2–4           | ab 04 |
| 2007 | Burg-Ritter                      | Christian Tiggemann                          |                                     | HABA                            | 2–4           | ab 05 |
| 2007 | Rettet den Märchenschatz         | Kai Haferkamp                                |                                     | Selecta                         | 2–4           | ab 05 |
| 2008 | Auf die Schätze, fertig, los!    | Roberto Fraga                                |                                     | HABA                            | 2–4           | ab 05 |
| 2008 | Haselnuss Bande                  | Birgit Hähnle                                |                                     | Queen Games                     | 2–4           | ab 04 |
| 2008 | Lauras erste Übernachtung        | Kai Haferkamp                                |                                     | Amigo                           | 2–4           | ab 05 |
| 2009 | Burg der 1000 Spiegel            | Inka und Markus Brand                        |                                     | Kosmos                          | 2–4           | ab 06 |
| 2009 | Grimmassimix                     | Herta Strehl                                 |                                     | Piatnik                         | 2–4           | ab 04 |
| 2009 | Nicht zu fassen                  | Frédéric Moyersoen                           |                                     | Zoch Verlag                     | 2–6           | ab 04 |
| 2009 | Polizei-Alarm!                   | Kai Haferkamp                                |                                     | HABA                            | 2–4           | ab 06 |
| 2010 | Artistico                        |                                              |                                     | Piatnik                         | 1–4           | ab 05 |
| 2010 | Diego Drachenzahn                | Manfred Ludwig                               |                                     | HABA                            | 2–4           | ab 05 |
| 2010 | Tipi                             | Steffen Bogen                                |                                     | Schmidt Spiele                  | 2–4           | ab 05 |
| 2011 | Lego Heroica                     |                                              |                                     | Lego                            | 2–4           | ab 08 |
| 2011 | Schusselhexe                     | Markus Nikisch, Sabine Kubesch, Laura Walk   |                                     | HABA                            | 2–4           | ab 05 |
| 2012 | Captain Kidd                     | Angelika Lange, Jürgen Lange                 |                                     | Beleduc                         | 2–6           | ab 03 |
| 2012 | Monstertorte                     | Stefanie Rohner, Christian Wolf              |                                     | HABA                            | 2–4           | ab 05 |
| 2012 | Ubongo junior                    | Grzegorz Rejchtman                           |                                     | Kosmos                          | 2–4           | ab 05 |
| 2013 | Bennis bunte Blumen              | Thomas Daum, Violetta Leitner                |                                     | HABA                            | 2–4           | ab 04 |
| 2013 | Kakerlakak                       | Peter-Paul Joopen                            |                                     | Ravensburger                    | 2–4           | ab 05 |
| 2013 | Move & Twist                     | Kerstin Wallner, Klaus Miltenberger          |                                     | Beleduc                         | 2–6           | ab 05 |
| 2014 | Die verrückte Vogelscheuche      | Klaus Zoch                                   |                                     | Noris Spiele                    | 2–4           | ab 04 |
| 2014 | Flizz & Miez                     | Klemens Franz, Hanno Girke, Dale Yu          |                                     | Stadlbauer Marketing + Vertrieb | 2–4           | ab 05 |
| 2014 | Geisterei                        | Kerstin Wallner, Drei Magier, Schmidt Spiele |                                     | Beleduc                         | 2–4           | ab 06 |
| 2014 | Hetzen nach Schätzen             | Treo Game Designers                          |                                     | HABA                            | 2–4           | ab 07 |
| 2014 | Speed Cups                       | Haim Shafir                                  |                                     | Amigo                           | 2–4           | ab 06 |
| 2015 | Crazy Coconuts                   | Walter Schneider                             | Vincent Kim                         | Pegasus                         | 2–4           | ab 05 |
| 2015 | Fliegenschmaus                   | Dietmar Keusch                               | Kai Pannen                          | HABA                            | 2–4           | ab 06 |
| 2015 | Push a Monster                   | Wolfgang Dirscherl, Manfred Reindl           | Claus Stephan, Michael Hüter        | Queen Games / Piatnik           | 2–4           | ab 05 |
| 2015 | Schatz Rabatz                    | Karin Hetling                                | Johann Rüttinger                    | Noris-Spiele / Simba Toys       | 2–4           | ab 05 |
| 2016 | Burg Flatterstein                | Guido Hoffmann                               | Rolf Vogt                           | Drei Magier Spiele              | 2–4           | ab 06 |
| 2016 | Ausgefuchst                      | Thilo Hutzler                                | Johann Rüttinger                    | Noris Spiele                    | 2–4           | ab 04 |
| 2016 | Leo muss zum Friseur             | Leo Colovini                                 | Michael Menzel                      | Abacusspiele                    | 2–5           | ab 06 |
| 2016 | Raben schubsen                   | Marco Teubner                                | Antja Flad, Volker Maas             | moses.                          | 2             | ab 05 |
| 2016 | Tropicano                        | nicht genannt                                | nicht genannt                       | Beleduc                         | 2–4           | ab 05 |
| 2017 | 1, 2, 3 – Hex herbei!            | Marco Teubner, Frank Bebenroth               | Andreas Besser                      | HABA                            | 2–4           | ab 05 |
| 2017 | Der mysteriöse Wald              | Carlo A. Rossi                               | Daniel Lieske                       | iello                           | 2–4           | ab 06 |
| 2017 | Icecool                          | Brian Gomez                                  | Reinis Petersons                    | Amigo                           | 2–4           | ab 06 |
| 2018 | Schlaraffen Affen                | Amanda Birkinshaw, James Harrison            |                                     | Schmidt Spiele                  | 2–4           | ab 05 |
| 2018 | Speed Colors                     | Erwan Morin                                  | Robin Rossigneux                    | Game Factory                    | 2–5           | ab 05 |
| 2018 | Tief im Riff                     | Alex Randolph                                | Doris Matthäus                      | Amigo                           | 2–6           | ab 05 |
| 2019 | Das Farbenmonster                | Josep Maria Allué, Dani Gómez                | Anna Llenas                         | HUCH!                           | 2–5           | ab 04 |
| 2019 | Hempels Sofa                     | Marco Teubner                                | Timo Grubing                        | HABA                            | 2–4           | ab 05 |
| 2019 | Monsieur Carrousel               | Sara Zarian                                  | Apolline Etienne, Allison Machepy   | Loki                            | 1–6           | ab 04 |
| 2019 | Purzelbaum                       | Harald Fecher, Thomas Liesching              | Doris Matthäus                      | Zoch Spiele                     | 1–6           | ab 04 |
| 2020 | Banditti                         | Karin Hetling                                | Peter Braun                         | Beleduc                         | 2–4           | ab 04 |
| 2020 | Da bockt der Bär                 | Treo Game Designers                          | Gabriela Silveira                   | Zoch Spiele                     | 2–5           | ab 05 |
| 2020 | Grizzly                          | Anna Oppolzer, Stefan Kloß                   | Fiore GmbH                          | Amigo                           | 2–4           | ab 06 |
| 2021 | Fabelwelten                      | Marie Fort, Wilfried Fort                    | Irina Pechenkina, Eugene Smolenceva | Lifestyle Boardgames / Asmodee  | 2–6           | ab 05 |
| 2022 | Mit Quack & Co. nach Quedlinburg | Wolfgang Warsch                              |                                     | Schmidt Spiele                  | 2–4           | ab 06 |
| 2023 | Beethupferl                      | Bernhard Weber                               | Stefanie Reich                      | Zoch Spiele                     | 1–4           | ab 04 |
| 2024 | Garten-Gauner                    | Fabrice Chazal, Anthony Perone               | Jiahui Eva Gao                      | Ravensburger                    | 2–4           | ab 06 |
| 2025 | Käpt’n Kuck                      | Gerard Ribas                                 | Miguel Ramos, Gerard Ribas          | Pegasus Spiele                  | 1–6           | ab 06 |

### Spiele Hit für Familien
Die Kategorie Spiele Hit für Familien wird seit 2001 jährlich vergeben.
| Jahr | Spiel                        | Autor                                                             | Grafik                                          | Verlag                              | Spieleranzahl | Alter |
| ---- | ---------------------------- | ----------------------------------------------------------------- | ----------------------------------------------- | ----------------------------------- | ------------- | ----- |
| 2001 | Cartagena                    | Leo Colovini                                                      |                                                 | Winning Moves                       | 2–5           | ab 08 |
| 2001 | Luxor                        | Gunther Baars                                                     |                                                 | Ravensburger                        | 2–4           | ab 09 |
| 2002 | Alles im Eimer               | Stefan Dorra                                                      |                                                 | Kosmos                              | 2–6           | ab 08 |
| 2002 | Lumberjack                   | Alan R. Moon, Aaron Weissblum                                     |                                                 | Schmidt Spiele                      | 2–4           | ab 08 |
| 2002 | Trans America                | Franz-Benno Delonge                                               |                                                 | Winning Moves                       | 2–6           | ab 08 |
| 2003 | Clans                        | Leo Colovini                                                      |                                                 | Winning Moves                       | 2–4           | ab 10 |
| 2003 | Die Dracheninsel             | Tom Schoeps                                                       |                                                 | Amigo                               | 2–5           | ab 10 |
| 2003 | Europatour                   | Alan R. Moon, Aaron Weissblum                                     |                                                 | Schmidt Spiele                      | 2–4           | ab 08 |
| 2004 | Astroslide                   | Frank Sindon                                                      |                                                 | Hasbro                              | 2–4           | ab 06 |
| 2004 | Make ’n’ Break               | Andrew Lawson, Jack Lawson                                        |                                                 | Ravensburger                        | 2–4           | ab 08 |
| 2004 | Yellowstone Park             | Uwe Rosenberg                                                     |                                                 | Amigo                               | 2–5           | ab 08 |
| 2005 | Piranha Pedro                | Jens-Peter Schliemann                                             |                                                 | Goldsieber                          | 2–6           | ab 08 |
| 2005 | Tanz der Hornochsen!         | Wolfgang Kramer                                                   |                                                 | Amigo                               | 2–8           | ab 08 |
| 2005 | Ubongo                       | Grzegorz Rejchtman                                                |                                                 | Kosmos                              | 2–4           | ab 08 |
| 2005 | Verflixxt!                   | Wolfgang Kramer, Michael Kiesling                                 |                                                 | Ravensburger                        | 2–6           | ab 08 |
| 2006 | Just 4 Fun                   | Jürgen P. K. Grunau                                               |                                                 | Kosmos                              | 2–4           | ab 10 |
| 2006 | Nacht der Magier             | Kirsten Becker, Jens-Peter Schliemann                             |                                                 | Drei Magier Spiele                  | 2–4           | ab 06 |
| 2006 | Packeis am Pol               | Alvydas Jakeliunas, Günter Cornett                                |                                                 | Phalanx Games                       | 2–4           | ab 08 |
| 2006 | Pecunia non olet             | Christian Fiore, Knut Happel                                      |                                                 | Goldsieber                          | 2–6           | ab 08 |
| 2007 | Alchemist                    | Carlo A. Rossi                                                    |                                                 | Amigo                               | 2–5           | ab 10 |
| 2007 | Die Baumeister von Arkadia   | Rüdiger Dorn                                                      |                                                 | Ravensburger                        | 2–4           | ab 10 |
| 2007 | Risiko Express               | Reiner Knizia                                                     |                                                 | Parker/Hasbro                       | 2–6           | ab 08 |
| 2008 | Blox                         | Wolfgang Kramer, Jürgen P.K. Grunau, Hans Raggan                  |                                                 | Ravensburger                        | 2–4           | ab 10 |
| 2008 | Deukalion                    | Arno Steinwender, Wilfried Lepuschitz                             |                                                 | Parker/Hasbro                       | 2–4           | ab 10 |
| 2008 | Drachenparade                | Reiner Knizia                                                     |                                                 | Piatnik                             | 2–5           | ab 10 |
| 2008 | Drachen Wurf                 | Wolfgang Panning                                                  |                                                 | Schmidt Spiele                      | 2–6           | ab 08 |
| 2008 | Globalissimo                 | Günter Burkhardt                                                  |                                                 | Kosmos                              | 2–6           | ab 12 |
| 2009 | Bakong                       | Antoine Bauza                                                     |                                                 | Asmodée                             | 2–6           | ab 08 |
| 2009 | Einauge sei wachsam          | Wolfgang Kramer, Michael Kiesling                                 |                                                 | Amigo                               | 2–5           | ab 10 |
| 2009 | Fits                         | Reiner Knizia                                                     |                                                 | Ravensburger                        | 1–4           | ab 08 |
| 2010 | A la carte                   | Karl-Heinz Schmiel                                                |                                                 | Heidelberger Spieleverlag           | 3–4           | ab 10 |
| 2010 | Dixit                        | Jean-Louis Roubira                                                |                                                 | Libellud                            | 3–6           | ab 08 |
| 2010 | Don Quixote                  | Reinhard Staupe                                                   |                                                 | Pegasus Spiele                      | 2–4           | ab 08 |
| 2010 | Manimals                     | Bernhard Naegele                                                  |                                                 | Adlung                              | 2–6           | ab 04 |
| 2010 | Samarkand                    | David Peters, Harry Wu                                            |                                                 | Queen Games                         | 2–4           | ab 12 |
| 2011 | Mord im Arosa                | Alessandro Zucchini                                               |                                                 | Zoch                                | 3–4           | ab 10 |
| 2011 | Qwirkle                      | Susan McKinley Ross                                               |                                                 | Schmidt Spiele                      | 2–4           | ab 06 |
| 2011 | Uluru                        | Lauge Luchau                                                      |                                                 | Kosmos                              | 1–5           | ab 08 |
| 2011 | Voll in Fahrt                | Bob Lindner                                                       |                                                 | Amigo                               | 2–4           | ab 06 |
| 2012 | Baobab                       | Josep Maria Allué                                                 |                                                 | Piatnik                             | 2–4           | ab 06 |
| 2012 | Indigo                       | Reiner Knizia                                                     |                                                 | Ravensburger                        | 2–4           | ab 08 |
| 2012 | Kalimambo                    | Antonio Scrittore                                                 |                                                 | Zoch                                | 3–7           | ab 08 |
| 2012 | Takenoko                     | Antoine Bauza                                                     |                                                 | Editions du Matagot                 | 2–4           | ab 08 |
| 2012 | Würfel Bohnanza              | Uwe Rosenberg                                                     |                                                 | Amigo                               | 2–5           | ab 10 |
| 2013 | Auf Teufel komm raus         | Tanja Engel, Sara Engel                                           |                                                 | Zoch                                | 2–6           | ab 10 |
| 2013 | Augustus                     | Paolo Mori                                                        |                                                 | Hurrican                            | 2–6           | ab 08 |
| 2013 | Rondo                        | Reiner Knizia                                                     |                                                 | Schmidt Spiele                      | 2–4           | ab 08 |
| 2014 | Camel Up                     | Steffen Bogen                                                     |                                                 | eggertspiele, Pegasus               | 2–8           | ab 08 |
| 2014 | Tortuga                      | Jay Cormier, Sen-Foong Lim                                        |                                                 | Queen Games                         | 2–4           | ab 08 |
| 2014 | Voll Schaf                   | Francesco Rotta                                                   |                                                 | HUCH! & Friends                     | 2–4           | ab 07 |
| 2015 | Cacao                        | Phil Walker-Harding                                               | Claus Stephan                                   | Abacusspiele / Piatnik              | 2–4           | ab 08 |
| 2015 | Drachenhort                  | Reiner Knizia                                                     | Franz Vohwinkel, Nora Nowatzyk, Walter Pepperle | Ravensburger                        | 2–7           | ab 08 |
| 2015 | Hamsterbacke                 | Francesco Berardi                                                 | Oliver Freudenreich                             | Amigo                               | 3–5           | ab 08 |
| 2015 | Loony Quest                  | Laurent Escoffier, David Franck                                   | Paul Mafayon                                    | Asmodee                             | 2–5           | ab 08 |
| 2016 | Abenteuerland                | Wolfgang Kramer, Michael Kiesling                                 | Franz Vohwinkel                                 | HABA                                | 2–4           | ab 10 |
| 2016 | Die Omama im Apfelbaum       | Andrea Kattnig, Klemens Franz                                     | Susi Weigel, Klemens Franz                      | Piatnik                             | 2–5           | ab 08 |
| 2016 | Memory - Das Brettspiel      | Wolfgang Kramer, Michael Kiesling                                 | Anne Wertheim, Andreas Adamek                   | Ravensburger                        | 2–4           | ab 07 |
| 2016 | Nitro Glyxerol               | Luca Borsa, Andrea Mainini                                        | Alexander Jung                                  | Zoch                                | 2–4           | ab 07 |
| 2016 | Skull King - Das Würfelspiel | Manfred Reindl                                                    | Eckhard Freytag                                 | Schmidt Spiele                      | 3–6           | ab 08 |
| 2017 | Crazy Race                   | Alessandro Zucchini                                               | Michael Menzel                                  | Ravensburger                        | 2–5           | ab 08 |
| 2017 | Mein Traumhaus               | Klemens Kalicki                                                   | Bartlomiej Kordowski, Jens Wiese                | Pegasus Spiele                      | 2–4           | ab 08 |
| 2017 | NMBR 9                       | Peter Wichmann                                                    | Fiore GmbH                                      | Abacusspiele                        | 1–4           | ab 08 |
| 2017 | Sherlook                     | Silvano Sorrentino                                                | Chiara Vercesi, Paolo Vallerga                  | Kaleidos Games                      | 1–4           | ab 08 |
| 2018 | Azul                         | Michael Kiesling                                                  | Philippe Guérin, Chris Quilliams                | Next Move Games/Plan B Games        | 2–4           | ab 08 |
| 2018 | Salamamba                    | Anna Oppolzer                                                     | Klemens Franz, Andrea Kattnig                   | Piatnik                             | 1–5           | ab 07 |
| 2018 | Woodlands                    | Daniel Fehr                                                       | Felix Mertikat                                  | Ravensburger                        | 2–4           | ab 10 |
| 2019 | Hakenschlagen                | Dieter Stein                                                      |                                                 | Gerhards Spiel und Design           | 2–5           | ab 08 |
| 2019 | Memofant                     |                                                                   |                                                 | Piatnik                             | 2–4           | ab 07 |
| 2019 | Silver & Gold                | Phil Walker-Harding                                               | Oliver Freudenreich                             | Nürnberger-Spielkarten-Verlag (NSV) | 2–4           | ab 08 |
| 2020 | Bermuda Pirates              | Jeppe Norsker                                                     | Crazy Games 3D, Alain Dion                      | HUCH!                               | 2–4           | ab 07 |
| 2020 | Krasserfall                  | Bernhard Weber                                                    | Markus Erdt, Nora Nowatzyk                      | Ravensburger                        | 2–4           | ab 06 |
| 2020 | Tiny Towns                   | Peter McPherson                                                   | Matt Paquette, Jessy Töpfer, Jens Wiese         | Pegasus Spiele                      | 1–6           | ab 08 |
| 2021 | Rolling Dice                 | Peter Wichmann, Albrecht Werstein, Karl-Heinz Schmiel, Klaus Zoch | Kreativbunker                                   | Abacusspiele                        | 2–6           | ab 08 |
| 2022 | Kipp mir Saures              | Emmanuel Albisser                                                 |                                                 | Zoch                                | 2–4           | ab 06 |
| 2023 | 80 Days                      | Emanuele Briano                                                   | Felix Wermke                                    | Piatnik                             | 2–4           | ab 10 |
| 2024 | Federflink                   | Julien Prothière, Juan Rodríguez                                  | Jonathan Aucomte                                | Piatnik                             | 2–4           | ab 07 |
| 2025 | Ziggurat                     | Rob Daviau, Matt Leacock                                          | Cory Godbey                                     | Schmidt Spiele                      | 2–4           | ab 08 |

### Spiele Hit mit Freunden
Die Auszeichnung Spiele Hit mit Freunden wird seit 2001 jährlich vergeben.
| Jahr | Spiel                                             | Autor(en)                                              | Grafik                                      | Verlag                                          | Spieleranzahl | Alter |
| ---- | ------------------------------------------------- | ------------------------------------------------------ | ------------------------------------------- | ----------------------------------------------- | ------------- | ----- |
| 2001 | Carcassonne                                       | Klaus-Jürgen Wrede                                     |                                             | Hans im Glück                                   | 2–5           | ab 10 |
| 2001 | Cosmic Encounter                                  | Jack Kittredge, Peter Olotka, Bill Eberle, Bill Norton |                                             | Avalon Hill/Hasbro                              | 2–4           | ab 12 |
| 2002 | Piratenbucht                                      | Paul Randles, Daniel Stahl                             |                                             | Amigo                                           | 3–5           | ab 10 |
| 2002 | San Gimignano                                     | Duilio Carpitella                                      |                                             | Piatnik                                         | 2–4           | ab 08 |
| 2003 | Löwenherz                                         | Klaus Teuber                                           |                                             | Kosmos                                          | 2–4           | ab 12 |
| 2003 | Squad Seven Extreme Jungle Mission                |                                                        |                                             | Jumbo                                           | 2–4           | ab 10 |
| 2004 | Iglu Iglu                                         | Bruno Cathala, Bruno Faidutti                          |                                             | Goldsieber                                      | 2–4           | ab 10 |
| 2004 | Tongiaki                                          | Thomas Rauscher                                        |                                             | Schmidt Spiele                                  | 2–6           | ab 10 |
| 2005 | Scene it?                                         |                                                        |                                             | Mattel                                          | 2–4           | ab 16 |
| 2005 | Toru                                              |                                                        |                                             | Hasbro                                          | 3–5           | ab 08 |
| 2006 | Kleopatra und die Baumeister                      | Bruno Cathala, Ludovic Maublanc                        |                                             | Days of Wonder                                  | 3–5           | ab 10 |
| 2006 | Thurn und Taxis                                   | Karen Seyfarth, Andreas Seyfarth                       |                                             | Hans im Glück                                   | 2–4           | ab 10 |
| 2006 | Um Krone und Kragen                               | Tom Lehmann                                            |                                             | Amigo                                           | 2–5           | ab 10 |
| 2007 | Die Säulen von Venedig                            | Christian Fiore, Knut Happel                           |                                             | Goldsieber                                      | 2–6           | ab 10 |
| 2007 | Jenseits von Theben                               | Peter Prinz                                            |                                             | Queen Games                                     | 2–4           | ab 08 |
| 2008 | Galaxy Trucker                                    | Vlaada Chvátil                                         |                                             | Czech Games Edition                             | 2–4           | ab 10 |
| 2008 | Stone Age                                         | Michael Tummelhofer                                    |                                             | Hans im Glück                                   | 2–4           | ab 10 |
| 2008 | Wie verhext!                                      | Andreas Pelikan                                        |                                             | alea/Ravensburger                               | 3–5           | ab 09 |
| 2009 | Dominion                                          | Donald X. Vaccarino                                    |                                             | Hans im Glück                                   | 2–4           | ab 08 |
| 2009 | Greenrock Village Tatort: Theater                 | Harry Habraken                                         |                                             | Jumbo                                           | 1 oder mehr   | ab 12 |
| 2009 | Space Alert                                       | Vlaada Chvátil                                         |                                             | Heidelberger Spieleverlag                       | 1–5           | ab 12 |
| 2010 | Die Tore der Welt                                 | Michael Rieneck, Stefan Stadler                        |                                             | Kosmos                                          | 2–4           | ab 12 |
| 2010 | PsychoPet                                         | Christian Fiore, Knut Happel                           |                                             | Goldsieber                                      | 2–6           | ab 08 |
| 2010 | Schlag den Raab                                   | Max Kirps                                              |                                             | Ravensburger                                    | 2–6           | ab 12 |
| 2011 | 7 Wonders                                         | Antoine Bauza                                          |                                             | Repos Production                                | 2–7           | ab 10 |
| 2011 | Forty Two                                         | Max Ford                                               |                                             | Piatnik                                         | 3–6           | ab 15 |
| 2012 | Africana                                          | Michael Schacht                                        |                                             | Abacusspiele                                    | 2–4           | ab 08 |
| 2012 | Die Gulli-Piratten                                | Andreas Pelikan                                        |                                             | Heidelberger Spieleverlag                       | 2–5           | ab 10 |
| 2012 | Pictomania                                        | Vlaada Chvátil                                         |                                             | Pegasus                                         | 3–6           | ab 09 |
| 2013 | Bohn to be wild!                                  | Uwe Rosenberg                                          |                                             | Amigo                                           | 1–7           | ab 12 |
| 2013 | Brügge                                            | Stefan Feld                                            |                                             | Hans im Glück                                   | 2–4           | ab 10 |
| 2013 | Die Legenden von Andor                            | Michael Menzel                                         |                                             | Kosmos                                          | 2–4           | ab 10 |
| 2014 | Blood Bound                                       | Kalle Krenzer                                          |                                             | Fantasy Flight Games, Heidelberger Spieleverlag | 6–12          | ab 14 |
| 2014 | Concept                                           | Gaëtan Beaujannot, Alain Rivollet                      |                                             | Repos Productions, Asmodee                      | 4–12          | ab 10 |
| 2014 | Norderwind                                        | Klaus Teuber                                           |                                             | Kosmos                                          | 2–4           | ab 10 |
| 2015 | Bermuda                                           | Carlo E. Lanzavecchia                                  | Oliver und Sandra Freudenreich              | HUCH! & Friends / Piatnik                       | 3–6           | ab 10 |
| 2015 | Broom Service                                     | Andreas Pelikan, Alexander Pfister                     | Vincent Dutrait                             | alea + Heidelberger Spieleverlag                | 2–5           | ab 10 |
| 2015 | Ludix                                             | Niek Neuwahl                                           | Klemens Franz                               | Piatnik                                         | 2–6           | ab 10 |
| 2015 | Ugo!                                              | Ronald Hoekstra, Thomas Jansen, Patrick Zuidhof        | Franz Vohwinkel                             | Kosmos                                          | 2–4           | ab 10 |
| 2015 | Vienna                                            | Johann Schmidauer-König                                | Michael Menzel                              | Schmidt Spiele                                  | 3–5           | ab 10 |
| 2016 | Isle of Skye: Vom Häuptling zum König             | Alexander Pfister, Andreas Pelikan                     | Klemens Franz                               | Lookout Games                                   | 2–5           | ab 08 |
| 2016 | Codenames                                         | Vlaada Chvátil                                         | Tomáš Kučerovský                            | Heidelberger Spieleverlag                       | 2–8           | ab 14 |
| 2016 | Gum Gum Machine                                   | Stefan Dorra, Ralf zur Linde                           | Michael Menzel                              | HUCH! & Friends                                 | 2–4           | ab 08 |
| 2016 | Magic: The Gathering - Arena of the Planeswalkers | James D’Aloisio, Ethan Fleischer, Craig Van Ness       | nicht genannt                               | Hasbro                                          | 2–5           | ab 08 |
| 2017 | Century: Die Gewürzstraße                         | Emerson Matsuuchi                                      | Fernanda Suaréz                             | Plan B Games / Abacusspiele                     | 2–5           | ab 08 |
| 2017 | Fabelsaft                                         | Friedemann Friese                                      | Harald Lieske                               | 2F-Spiele                                       | 2–6           | ab 08 |
| 2017 | Microworld                                        | Martino Chiacchiera                                    | Ruslan Audia                                | Heidelberger Spieleverlag                       | 2             | ab 12 |
| 2018 | 5 Minute Dungeon                                  | Reid Connor                                            | Alex Diochon                                | Kosmos Spiele                                   | 2–5           | ab 08 |
| 2018 | Bunny Kingdom                                     | Richard Garfield                                       | Paul Mafayon                                | IELLO                                           | 2–6           | ab 12 |
| 2018 | Die Quacksalber von Quedlinburg                   | Wolfgang Warsch                                        | Dennis Lohausen                             | Schmidt Spiele                                  | 2-4           | ab 10 |
| 2019 | Hexenhaus                                         | Phil Walker-Harding                                    | Andy Elkerton, atelier198                   | Lookout Spiele                                  | 2–4           | ab 08 |
| 2019 | Men at Work                                       | Rita Modl                                              | Bernard Bittler, Chris Quilliams            | Pretzel Games / Plan B Games / Pegasus Spiele   | 2–5           | ab 12 |
| 2019 | Spring Meadow                                     | Uwe Rosenberg                                          | Andrea Boekhoff                             | Pegasus Spiele (edition Spielwiese)             | 1-4           | ab 10 |
| 2020 | Daddy Winchester                                  | Jérémy Pinget                                          | Sylvain Aublin                              | HUCH!                                           | 3-5           | ab 12 |
| 2020 | Die Crew                                          | Thomas Sing                                            | Marco Armbruster                            | Kosmos Spiele                                   | 3–5           | ab 10 |
| 2020 | Truth Bombs                                       | Phil Lester                                            |                                             | HCM Kinzel                                      | 4-8           | ab 14 |
| 2021 | MicroMacro: Crime City                            | Johannes Sich                                          | Johannes Sich, Daniel Goll, Tobias Jochinke | Edition Spielwiese / Pegasus Spiele             | 1-4           | ab 10 |
| 2022 | Dreadful Circus                                   | Bruno Faidutti                                         |                                             | Pegasus Spiele                                  | 4-8           | ab 14 |
| 2023 | Black Stories: Das Spiel                          | Inka und Markus Brand                                  | Andrea Köhrsen, Folko Streese               | moses. Verlag                                   | 1-4           | ab 12 |
| 2024 | Marsch der Krabben: Das Spiel                     | Julien Prothière                                       | Arthur de Pins                              | Huch                                            | 2             | ab 08 |
| 2025 | Cut it                                            | Günter Burkhardt, Elisabeth Burkhardt                  | Melanie Friedli                             | Game Factory                                    | 1-4           | ab 10 |

### Spiele Hit für Experten
Die Kategorie Spiele Hit für Experten wird seit 2002 jährlich vergeben. Nur im Jahr 2006 blieb eine Auszeichnung aus.
| Jahr | Spiel                                         | Autor                                        | Grafik                                         | Verlag                                 | Spieleranzahl | Alter |
| ---- | --------------------------------------------- | -------------------------------------------- | ---------------------------------------------- | -------------------------------------- | ------------- | ----- |
| 2002 | Puerto Rico                                   | Andreas Seyfarth                             |                                                | alea/Ravensburger                      | 3–5           | ab 12 |
| 2003 | Amun-Re                                       | Reiner Knizia                                |                                                | Hans im Glück                          | 3–5           | ab 12 |
| 2004 | Sankt Petersburg                              | Michael Tummelhofer                          |                                                | Hans im Glück                          | 2–4           | ab 10 |
| 2005 | Go West!                                      | Leo Colovini                                 |                                                | Phalanx Games                          | 2–4           | ab 10 |
| 2005 | Schatten über Camelot                         | Serge Laget, Bruno Cathala                   |                                                | Days of Wonder                         | 3–7           | ab 10 |
| 2007 | Die Fürsten von Florenz                       | Wolfgang Kramer, Jens Christopher Ulrich     |                                                | Pro Ludo                               | 2–5           | ab 12 |
| 2007 | Die Säulen der Erde                           | Michael Rieneck, Stefan Stadler              |                                                | Kosmos                                 | 2–4           | ab 12 |
| 2008 | Agricola                                      | Uwe Rosenberg                                |                                                | Lookout Games                          | 1–5           | ab 12 |
| 2008 | Race for the Galaxy                           | Tom Lehmann                                  |                                                | Rio Grande Games/Abacusspiele          | 2–4           | ab 12 |
| 2008 | Tribun                                        | Karl-Heinz Schmiel                           |                                                | Heidelberger/Moskito Spiele            | 2–5           | ab 12 |
| 2009 | Battlestar Galactica                          | Corey Koniczka                               |                                                | Heidelberger Spieleverlag              | 3–8           | ab 10 |
| 2009 | Pandemie                                      | Matt Leacock                                 |                                                | Pegasus Spiele                         | 2–4           | ab 10 |
| 2009 | Small World                                   | Philippe Keyaerts                            |                                                | Days of Wonder                         | 2–5           | ab 08 |
| 2010 | Dungeon Lords                                 | Vlaada Chvátil                               |                                                | Czech Games Edition                    | 2–4           | ab 12 |
| 2010 | Hansa Teutonica                               | Andreas Steding                              |                                                | Argentum Verlag                        | 2–5           | ab 12 |
| 2011 | Der Herr der Ringe Das Kartenspiel            | Nate French                                  |                                                | Heidelberger Spieleverlag              | 1–2           | ab 13 |
| 2012 | Das letzte Bankett                            | Oliver Wolf, Britta Wolf, Michael Nietzer    |                                                | Heidelberger Spieleverlag/Gameheads    | 6–25          | ab 10 |
| 2012 | Mage Knight das Brettspiel                    | Vlaada Chvátil                               |                                                | Pegasus                                | 1–4           | ab 14 |
| 2013 | Spartacus                                     | Sean Sweigert, Aaron Dill                    |                                                | Heidelberger Spieleverlag              | 3–4           | ab 16 |
| 2013 | Tzolk'in: Der Maya-Kalender                   | Daniele Tascini, Simone Luciani              |                                                | Czech Games Edition                    | 2–4           | ab 12 |
| 2014 | Caverna – Die Höhlenbauern                    | Uwe Rosenberg                                |                                                | Lookout Games                          | 1–7           | ab 12 |
| 2014 | Russian Railroads                             | Helmut Ohley, Leonhard Orgler                |                                                | Hans im Glück                          | 2–4           | ab 12 |
| 2015 | Orléans                                       | Reiner Stockhausen                           | Klemens Franz                                  | dlp games / Heidelberger Spieleverlag  | 2–4           | ab 12 |
| 2015 | Progress                                      | Andrei Novac, Agnieszka Kopera               | David J. Coffey, Kristi Harmon, David Szilagyi | NSKN Games / Heidelberger Spieleverlag | 1–5           | ab 12 |
| 2016 | Mombasa                                       | Alexander Pfister                            | Klemens Franz, Andreas Resch                   | eggertspiele / Pegasus                 | 2–4           | ab 12 |
| 2016 | Dynasties                                     | Matthias Cramer                              | Claus Stephan                                  | Hans im Glück                          | 3–5           | ab 12 |
| 2016 | La Granja                                     | Michael Keller, Andreas Odenthal             | Harald Lieske, Lin Lütke-Glanemann             | PD-Verlag                              | 1–4           | ab 12 |
| 2016 | Signorie                                      | Andrea Chiarvesio, Pierluca Zizzi            | Mariano Iannelli                               | What’s your Game / Asmodee             | 2–4           | ab 12 |
| 2017 | First Class                                   | Helmut Ohley                                 | Michael Menzel                                 | Hans im Glück                          | 2–4           | ab 10 |
| 2017 | Great Western Trail                           | Alexander Pfister                            | Andreas Resch                                  | eggertspiele                           | 2–4           | ab 12 |
| 2017 | Terraforming Mars                             | Jacob Fryxelius                              | Isaac Fryxelius                                | Schwerkraft Verlag                     | 1–5           | ab 12 |
| 2018 | Gaia Project                                  | Helge Ostertag, Jens Drögemüller             | Dennis Lohausen                                | Feuerland Spiele                       | 1–4           | ab 14 |
| 2018 | Heaven & Ale                                  | Michael Kiesling, Andreas Schmidt            | Fiore GmbH                                     | Pegasus Spiele                         | 2–4           | ab 12 |
| 2018 | Pulsar 2849                                   | Vladimir Suchý                               | Sören Meding                                   | Czech Games Edition / Asmodee          | 2–4           | ab 14 |
| 2019 | Carpe Diem                                    | Stefan Feld                                  | Lalanda Hruschka                               | alea / Ravensburger Spiele             | 2–4           | ab 10 |
| 2019 | Lift off                                      | Jeroen Vandersteen                           | Nache Ramos, Andreas Resch, Kreativbunker      | Hans im Glück                          | 2–4           | ab 12 |
| 2019 | Spirit Island                                 | R. Eric Reuss                                | Jason Behnke und Team                          | Pegasus Spiele                         | 1–4           | ab 12 |
| 2020 | Airship City                                  | Masaki Suga                                  | Saori Shibata                                  | Spielefaible 2020                      | 3–4           | ab 14 |
| 2020 | Aufbruch nach Newdale                         | Alexander Pfister                            | Klemens Franz                                  | Lookout Spiele                         | 3–4           | ab 12 |
| 2020 | Wasserkraft                                   | Simone Luciani, Tommaso Battista             | Antonio De Luca                                | Feuerland Spiele                       | 1–4           | ab 14 |
| 2021 | 2491 Planetship                               | Antonio Sousa Lara                           | Manuel Morgado                                 | Mebo Games                             | 2–5           | ab 14 |
| 2022 | Gutenberg                                     | Katarzyna Coich, Wojciech Wisniewski         |                                                | Huch! / Granna                         | 1–4           | ab 12 |
| 2023 | Merchants Cove                                | Jonny Pac, Carl Van Ostrand, Drake Villareal | Mihajlo Dimitrievski                           | Pegasus                                | 1–4           | ab 13 |
| 2024 | Sabika                                        | Germán P. Millán                             | Laura Bevon                                    | Strohmann Games / Ludonova             | 1–4           | ab 14 |
| 2025 | SETI: Auf der Suche nach außerirdischem Leben | Tomáš Holek                                  | Ondřej Hrdina                                  | Czech Games Edition                    | 1–4           | ab 14 |

### Spiele Hit für Zwei
Die Kategorie Spiele Hit für Zwei wurde zwischen 2001 und 2007 jährlich vergeben.
| Jahr | Spiel             | Autor                          | Grafik | Verlag            | Spieleranzahl | Alter |
| ---- | ----------------- | ------------------------------ | ------ | ----------------- | ------------- | ----- |
| 2001 | Babel             | Uwe Rosenberg, Hagen Dorgathen |        | Kosmos            | 2             | ab 12 |
| 2001 | Toscana           | Niek Neuwahl                   |        | Piatnik           | 2             | ab 08 |
| 2002 | Kupferkessel & Co | Günter Burkhardt               |        | Goldsieber        | 2             | ab 07 |
| 2003 | Pussy Cat         | Christophe Boelinger           |        | Goldsieber        | 2             | ab 08 |
| 2004 | San Juan          | Andreas Seyfarth               |        | alea/Ravensburger | 2–4           | ab 10 |
| 2005 | San Ta Si         | Jacques Zeimet                 |        | Zoch              | 2             | ab 10 |
| 2006 | Hive              | John Yianni                    |        | HUCH! & Friends   | 2             | ab 09 |
| 2007 | Stratego Fortress | Max van der Werff              |        | Jumbo             | 2             | ab 08 |

### Spiele Hit für Viele
Die Kategorie Spiele Hit für Viele wurde zwischen 2001 und 2007 jährlich vergeben.
| Jahr | Spiel                                     | Autor                              | Grafik | Verlag         | Spieleranzahl | Alter |
| ---- | ----------------------------------------- | ---------------------------------- | ------ | -------------- | ------------- | ----- |
| 2001 | Die Millionenshow                         | John Mariani                       |        | Piatnik        | 2–5           | ab 12 |
| 2001 | Tabu (Tabu Body Talk und Österreich Tabu) | Andrea Dee (Österreich Tabu)       |        | Hasbro         | 4 oder mehr   | ab 12 |
| 2002 | Line Up!                                  |                                    |        | Jumbo          | 4 oder mehr   | ab 12 |
| 2002 | Quibble                                   |                                    |        | Hasbro         | 3–8           | ab 12 |
| 2003 | Jungle Speed                              | Thomas Vuarchex, Pierric Yakovenko |        | Piatnik        | 2–12          | ab 07 |
| 2004 | Cranium                                   | Richard Tait, Whit Alexander       |        | Cranium/Jumbo  | 4 oder mehr   | ab 13 |
| 2005 | Diamant                                   | Alan R. Moon, Bruno Faidutti       |        | Schmidt Spiele | 3–8           | ab 08 |
| 2006 | Cranium Hullabaloo                        |                                    |        | Cranium/Jumbo  | 1–6           | ab 04 |
| 2006 | Pow Wow                                   | Spartaco Albertarelli              |        | Ravensburger   | 3–8           | ab 09 |
| 2007 | Volle Wolle                               | Alessandro Zucchini                |        | Zoch           | 2–6           | ab 10 |
| 2007 | Zocken                                    | Tony Richardson                    |        | Schmidt Spiele | 2–6           | ab 08 |

### Spiele Hit mit Karten
Die Kategorie Spiele Hit mit Karten wurde 2020 erstmals vergeben.
| Jahr | Spiel        | Autor                                                | Grafik                            | Verlag          | Spieleranzahl | Alter |
| ---- | ------------ | ---------------------------------------------------- | --------------------------------- | --------------- | ------------- | ----- |
| 2020 | HiLo         | Eilif Svensson, Knut Strømfors                       | Jan Richard Hansen, Leon Schiffer | Schmidt Spiele  | 2–6           | ab 08 |
| 2020 | Spicy        | Zoltán Györi                                         | Jimin Kim                         | HeidelBÄR Games | 2–6           | ab 10 |
| 2020 | Yokai        | Julien Griffon                                       | Christine Alcouffe                | Game Factory    | 2–4           | ab 10 |
| 2021 | Jinx         | Klaus Altenburger                                    | n. a.                             | Piatnik         | 2–4           | ab 06 |
| 2022 | Raise        | Peter Prinz                                          | n. a.                             | Piatnik         | 2–5           | ab 10 |
| 2023 | Fasanerie    | Friedemann Friese                                    | n. a.                             | 2F              | 2             | ab 08 |
| 2024 | Finito       | Garrett J. Donner, Brian S. Spence, Michael S. Steer | n. a.                             | Game Factory    | 2–5           | ab 08 |
| 2025 | Castle Combo | Grégory Grard, Mathieu Roussel                       | Stéphane Escapa                   | Kosmos          | 2–5           | ab 10 |

### Spiele Hit Trend
Die Kategorie Spiele Hit Trend wurde 2020 erstmals vergeben.
| Jahr | Spiel                         | Autor                        | Grafik                          | Verlag                  | Spieleranzahl | Alter |
| ---- | ----------------------------- | ---------------------------- | ------------------------------- | ----------------------- | ------------- | ----- |
| 2020 | Escape Room Das Spiel Jumanji | Sjaak Griffioen              |                                 | Noris Spiele            | 3–5           | ab 08 |
| 2020 | Invasion of the Cow Snatchers | Bob Hearn                    |                                 | Thinkfun / Ravensburger | 1             | ab 06 |
| 2020 | Man muss auch Gönnen können   | Ulrich Blum, Jens Merkl      | Leon Schiffer, designstudio1.de | Schmidt Spiele          | 1–4           | ab 08 |
| 2021 | Break In Area 51              | David Yakos                  | n. a.                           | Schmidt Spiele          | 1–6           | ab 12 |
| 2022 | Gravitrax: The Game Impact    | n. a.                        | n. a.                           | Ravensburger            | 1             | ab 08 |
| 2023 | Atiwa                         | Uwe Rosenberg                | Andy Elkerton                   | Lookout Games           | 1–6           | ab 12 |
| 2024 | ’ne Tüte Chips                | Mathieu Aubert, Theo Riviere | Andy Elkerton                   | Huch                    | 2–5           | ab 08 |
| 2025 | Fliptown                      | Steven Aramini               | Naomi Ferrall                   | Strohmann Games         | 1–4           | ab 12 |

## Griffin Scroll
Zwischen 2014 und 2016 wurden zusätzlich Preise in der Kategorie Griffin Scroll (dt. etwa „Schriftrolle des Greifen“) für Spiele aus dem Fantasy- und Science-Fiction-Bereich vergeben. Der Name spielt auf die besondere Rolle der Greifen in diversen Pen-&-Paper-Rollenspielen (z. B. Das Schwarze Auge) an.
| Jahr | Spiel                              | Autor                           | Grafik                                                   | Verlag                                           | Spieleranzahl | Alter |
| ---- | ---------------------------------- | ------------------------------- | -------------------------------------------------------- | ------------------------------------------------ | ------------- | ----- |
| 2014 | Krosmaster Arena                   | Nicolas Degouy, Édouard Guiton  |                                                          | Ankama, Pegasus                                  | 2–4           | ab 14 |
| 2014 | Star Wars – Am Rande des Imperiums | Daniel Lovat Clar, Gerber Chris |                                                          | Fantasy Flight Games, Heidelberger Spieleverlag  | 3–5           | ab 10 |
| 2015 | XCOM: Das Brettspiel               | Eric M. Lang                    | Grafiken aus dem Computerspiel                           | Fantasy Flight Games + Heidelberger Spieleverlag | 1–4           | ab 14 |
| 2016 | Epic PvP                           | Ryan Miller, Luke Peterschmidt  | Jay Hernishin, Javier Bolado Riccardo Rullo, Nate Lovett | Pegasus                                          | 2–4           | ab 12 |
| 2016 | Nebel über Valskyrr                | Blazej Kubacki                  | Enggar Adirasa, Agnieszka Kopera                         | Heidelberger Spieleverlag / NSKN Games           | 1–4           | ab 14 |